# Gonomyia (Gonomyia) remota
Gonomyia (Gonomyia) remota is een tweevleugelige uit de familie steltmuggen (Limoniidae). De soort komt voor in het Neotropisch gebied.